# Aleksander Henryk de Rosset
Aleksander Henryk de Rosset-Fleury (ur. 1866 w Warszawie, zm. 7 sierpnia 1933 w Rabce) – polski przedsiębiorca, inżynier, działacz społeczny, polityk II RP, poseł na Sejm Ustawodawczy.

## Życiorys
Syn Ottona Aleksandra (1826–1900) i Marii Ludwiki z Weychertów h. Weycher. Ukończył Szkołę Realną w Nowozybkowie. W latach 1883–1894 studiował na Wydziale Mechanicznym Politechniki Ryskiej. W trakcie studiów został przyjęty do korporacji akademickiej Arkonia, w której pełnił funkcje, m.in. Oldermana i prezesa Stowarzyszenia. Był również Prezesem Koła Delegatów (Senat Studencki) Politechniki Ryskiej. Zamieszczał liczne artykuły społeczno-ekonomicznej (m.in. w „Dzienniku Łódzkim”, „Kraju”, „Gazecie Polskiej”). Pod jego redakcyjnym kierownictwem ukazała się księga pamiątkowa korporacji „Wspomnienie o 10-letniej działalności Korporacji Arkonia”.
Od 1890 kierował budową browarów. Był dyrektorem Towarzystwa Akcyjnego Fabryki Maszyn „Syrena”. Prowadził własne biuro techniczno-budowlane. Współzałożyciel i aktywny członek Stowarzyszenia Techników, o którego roli pisał:
Brak wolności myśli i sumień, brak swobody inicjatywy i czynów musiał odbić się na samej twórczości techników naszych. Niewoli pęta rozerwać, rozbudzić uśpioną opinię, wzniecić zapał dla piękna i dobra, jednym słowem wyzwolić techników i technikę polską, oto jedno ze szczytnych zadań Stowarzyszenia.
Współredaktor pisma „Przegląd Techniczny”, w którym odpowiadał za największy dział krajowy. W 1905 współzałożyciel, później prezes Polskiej Partii Postępowej. W 1916 był członkiem pierwszej Rady Miejskiej Warszawy. W 1918 został wybrany do Rady Stanu Królestwa Polskiego, jednak nie brał udziału w jej pracach z powodu aresztowania przez władze zaborcze. Z ramienia Związku Ludowo-Narodowego wybrany został do Sejmu Ustawodawczego. We wrześniu 1919 utworzył centrowe Zjednoczenie Mieszczańskie. W obliczu zagrożenia sowieckiego w 1920 został powołany do Rady Obrony Państwa. W II RP był m.in. przedstawicielem Grupy „Huta Bankowa”; członkiem Rady Polsko-Francuskiej Izby Handlowej;
W latach 20. XX w. kupił tereny wokół Lisiego Jaru (pomiędzy Jastrzębią Górą a Władysławowem), gdzie wybudował nad morzem piękną i nowoczesną, jak na ówczesne czasy, willę „Nad Lisim Jarem”, która obecnie zwana jest „Rossetówka”. Wzniósł również z własnych środków pomnik upamiętniający wyratowanie z morskich odmętów króla Zygmunta III Wazę po nieudanej wyprawie do Szwecji. Działalność Rosseta nie kończyła się na budowaniu willi i pomnika. W latach 1929–1931, w porozumieniu ze spółkami „Jastgór” i „Jasne Wybrzeże”, współuczestniczył w budowie nadmorskiego bulwaru z kostki brukowej, łączącego Hallerowo (dzisiejsze Władysławowo) z Jastrzębią Górą.
Był dwukrotnie żonaty. Po raz pierwszy z Zofią z Benisławskich h. Pobóg (1868–1935), z którą miał synów: Bohdana (1894–1936), Stanisława (1896–1984) i Jana. Następnie ożenił się z Anną z Ostrzeńskich, z którą miał syna Szczęsnego.
Pochowany na cmentarzu Powązkowskim w Warszawie (kwatera Katakumby-182-7).

## Ordery i odznaczenia
- Krzyż Oficerski Orderu Odrodzenia Polski (10 listopada 1928)[5]
- Odznaka Pamiątkowa Więźniów Ideowych[1]
- Komandor Orderu Gwiazdy Rumunii (Rumunia)[1]
- Kawaler Orderu Legii Honorowej (Francja)[1]